# Grandchamps-des-Fontaines
Grandchamp-des-Fontaines ( tot 31 december 2022 Grandchamps-des-Fontaines ) is een gemeente in het Franse departement Loire-Atlantique (regio Pays de la Loire). De plaats maakte deel uit van het arrondissement Nantes, maar werd op 1 januari 2017 overgedragen aan het arrondissement Châteaubriant-Ancenis. Grandchamps-des-Fontaines telde op 1 januari 2022 6.910 inwoners.

## Geografie
De oppervlakte van Grandchamps-des-Fontaines bedroeg op 1 januari 2022 33,87 vierkante kilometer; de bevolkingsdichtheid was toen 204 inwoners per km².

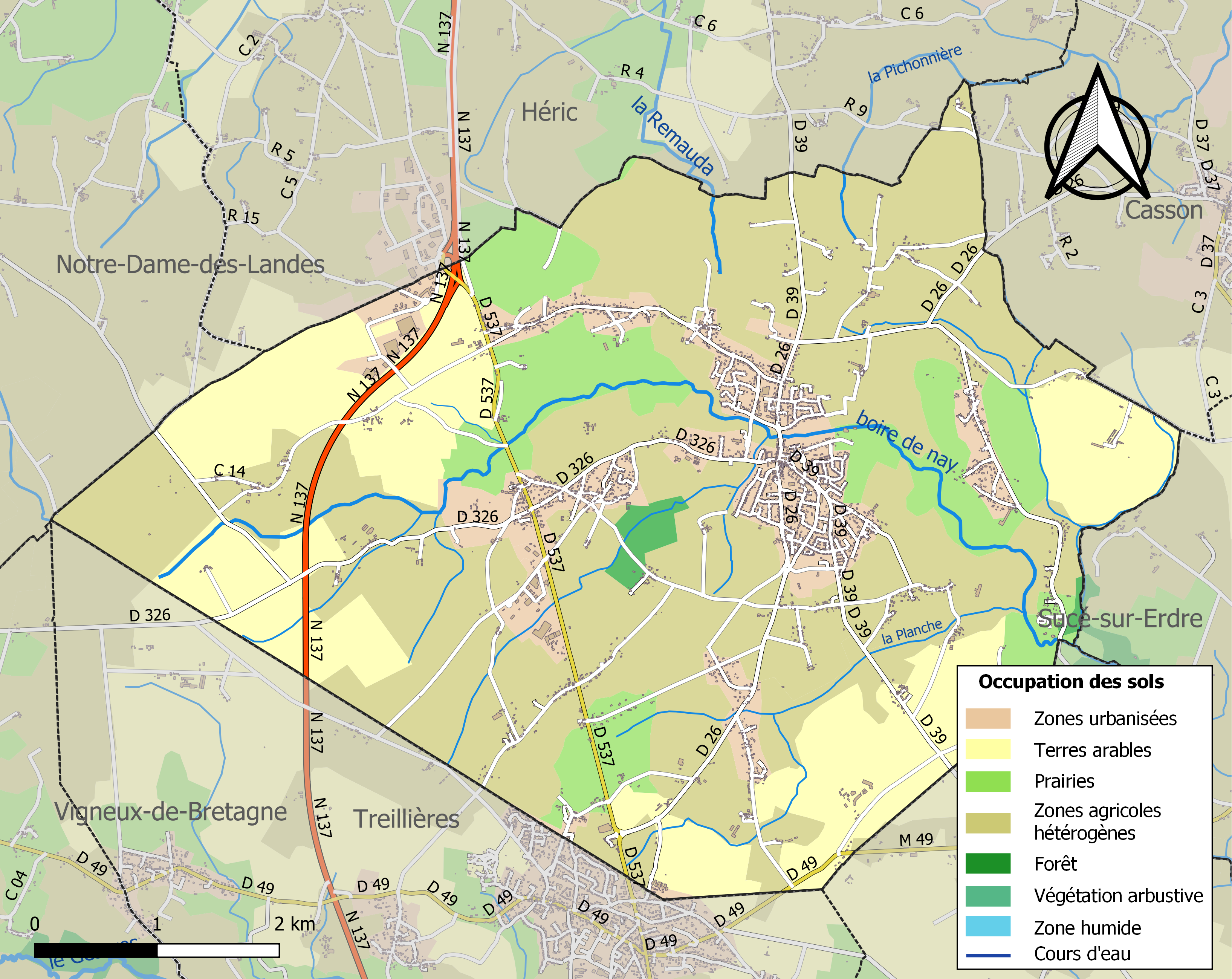
Kaart van de gemeente met de belangrijkste infrastructuur, bodemgebruik en omliggende gemeenten

## Demografie
Nevenstaande figuur toont het verloop van het inwonertal (bron: INSEE-tellingen).